# Samsø Redningskorps
Samsø Redningskorps er et privat redningskorps, der udfører akut ambulancekørsel, sygetransport samt brandslukning og autohjælp på Samsø.
Virksomheden har eksisteret siden 1934, hvor det var en vognmandsforretning, der kørte redningskørsel ved siden af. Senere blev redningsdelen udskilt af vognmandsdelen. I 2007 blev virksomheden overdraget til brødrene Kjeldahl og deres Brdr. Kjeldahl Transport I/S. 
Redningskorpset har kontrakt med Region Midtjylland om ambulancekørsel og liggende sygetransport. Derudover varetager man brandslukningen for Samsø Kommune. Autohjælpsopgaverne udføres på vegne af både Falck og Dansk Autohjælp og for redningskorpsets egne kunder. Endvidere køres der også siddende sygetransport for Falck kunder samt for korpsets egne kunder. 
I forbindelse med udbuddet af ambulancekørslen i regionen vandt Samariten Ambulans opgaven for bl.a. Samsø-området, men har siden, efter aftale med regionen, frafaldt deres bud. Pr. 13/01 2009 blev det besluttet, at Samsø Redningskorps skulle fortsætter ambulancekørslen på Samsø. 
Vognparken består af 19 køretøjer:
- 4 ambulancer (heraf 2 akutambulancer, og 2 til liggende sygetransport)
- 3 autohjælpskøretøjer
- 7 brandkøretøjer (heraf 2 indsatsledervogne)
- 2 sygetransporter
- 1 udrykningsledervogn
- 2 redningsbåde

Samsø Redningskorps har bygget en ny station, som blev færdig d. 20. februar 2009.